# The Amazing Rhythm Aces

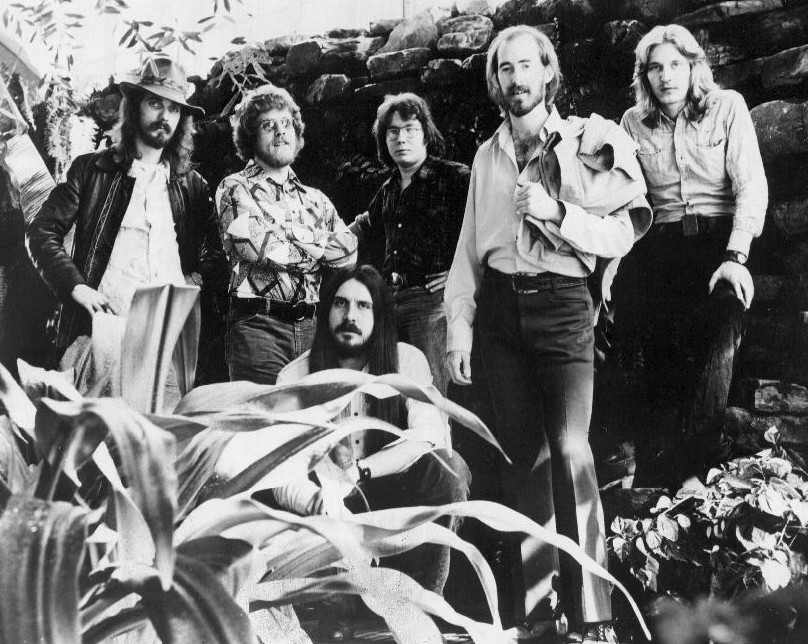
Amazing Rhythm Aces in 1976

The Amazing Rhythm Aces is een Amerikaanse countryrockgroep.
De Aces kwamen in 1972 in Memphis samen. Eerst met basgitarist Jeff Davis en drummer Butch McDade, die, samen met zanger/tekstschrijver Jesse Winchester, opnames en tournees maakten. Later werden in plaats van Jesse Winchester Russell Smith (zang/gitaar), Billy Earhart III (keyboard), Barry Burton (steel-gitaar) en James Hooker (piano) aangetrokken om een mix te ontwikkelen van pop, country en blue-eyed soul.
In 1975 kwam hun debuutalbum Stacked Deck uit, wat resulteerde in twee hits "Third Rate Romance" (rock) en "Amazing Grace (Used to Be Her Favorite Song)" (een eenzame country Top 10 single). In 1976 won het nummer "The End Is Not in Sight (The Cowboy Tune)" (van het album "Too Stuffed to Jump") een Grammy Award voor Country Zangprestatie door een Groep.
Nadat "Toucan Do It Too" uitkwam in 1977, verliet Barry Burton de groep en werd vervangen door Duncan Cameron.
In datzelfde jaar speelde de Aces in het Amerikaanse muziekprogramma Austin City Limits (een hoofdbestanddeel van PBS. Butch McDade bestempelde hun muziek toen nog als Amerikaanse Muziek - blues, country, folk, reggae, rock en Latin.
In 1978 kwam het album "Burning the Ballroom Down" uit en het jaar daarop kwam bij een andere platenmaatschappij "The Amazing Rhythm Aces" uit waaraan ook Joan Baez, Tracy Nelson en de Muscle Shoals Horns meewerkten. Beide albums kregen goede kritieken, maar de verkoop was slecht. Voordat ze uit elkaar gingen, brachten ze nog een album uit "How the Hell Do You Spell Rhythum".
Russell Smith werd een succesvol tekstschrijver en bracht in 1978 zijn eerste soloalbum uit, simpelweg getiteld "Russell Smith". In 1988 tekende hij bij Epic Records en op dat label werd het album "This Little Town" uitgebracht in 1989. Zijn hoogst scorende single, "I Wonder What She's Doing Tonight", bereikte zijn hoogtepunt op nr. 37 op de Billboard Hot Country Singles & Tracks chart in 1989. In 1993 werd Smith de leadzanger van de bluegrass nieuwigheidsgroep Run C&W.
Na het einde van de Amazing Rhythm Aces ging Billy Earhart III in de Bama Band van Hank Williams jr. spelen en Duncan Cameron ging naar de countryband "Sawyer Brown" (een succesvolle band die in de jaren van 1980 in de hitparade stond en te vergelijken is met de muziek van Amazing Rhythm Aces).
James Hooker ging in 1987 naar Nanci Griffith en is nog de enig overgeblevene van de band "The Blue Moon Orchestra".
In 1994 kwam de band weer bij elkaar, alleen kwam Danny Parks (gitaar en mandoline) in de plaats voor Duncan Cameron. Ze kwamen met een nieuwe vertolking van hun grootste hits "Ride Again".
Ze waren al begonnen met het maken van nieuwe songs voor hun comeback-album, maar de dood van Butch McDade (29 november 1998 t.g.v. kanker) vertraagde de uitgifte. Halverwege 1999 kwam dan hun album Chock Full of Coountry Goodness uit.
Nadat kanker was geconstateerd, overleed Russell Smith op 12 juli 2019 op 70-jarige leeftijd.

## Discografie
- Stacked Deck (1975)
- Too Stuffed to Jump (1976)
- Toucan Do It Too (1977)
- Burning the Ballroom Down (1978)
- The Amazing Rhythm Aces (1979)
- How the Hell Do You Spell Rhythum? (1980)
- Full House: Aces High (1981)
- 4 You 4 Ever: Best of Amazing Rhythm Aces (1982)
- Out of the Blue (1997)
- Ride Again (1997)
- Chock Full of Country Goodness (1999)
- Concert Classics, Volume 3 [live] (1999)
- Absolutely Live (2000)
- Stacked Deck/Too Stuffed to Jump (2000)
- Toucan Do It Too/Burning the Ballroom Down (2000)
- Between You and Us (2001)
- Nothin' but the Blues (2004)